# نژاد زرد جدید

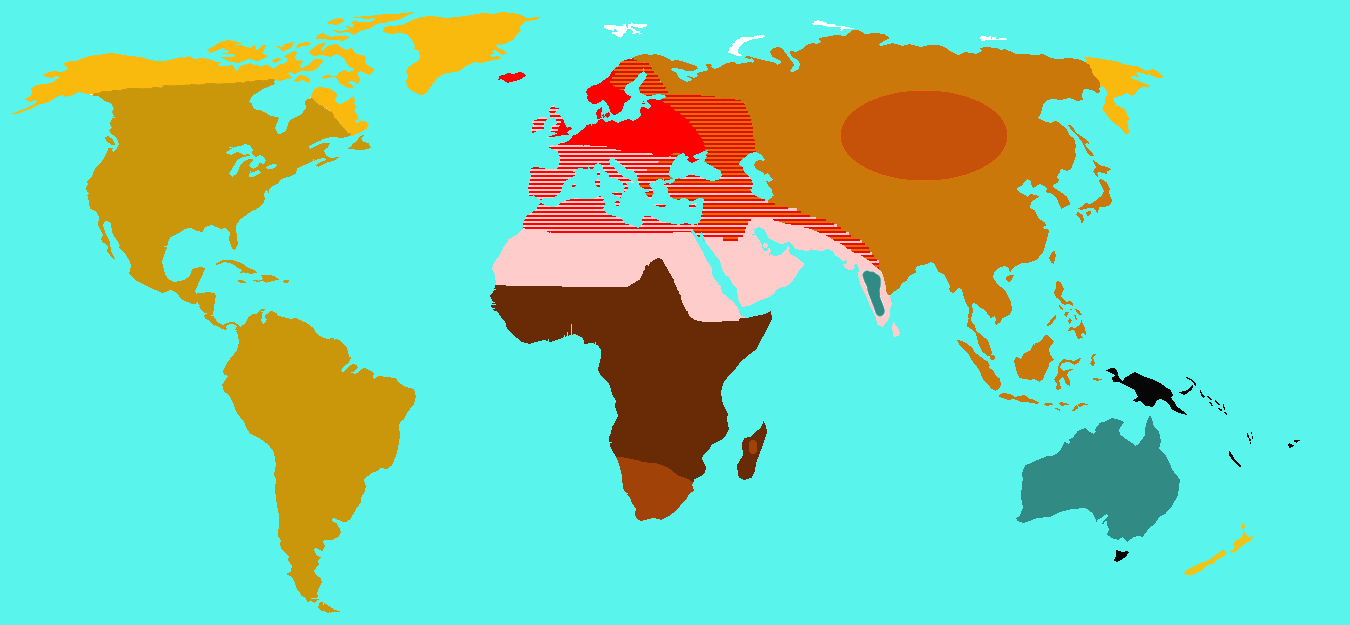
Huxley's map of racial categories from On the Geographical Distribution of the Chief Modifications of Mankind (1870)
1: Bushmen
2: Negroes
3: Negritoes
4: Melanochroi (including Hamites and Moors)
5: Australoids
6: Xanthochroi
7: Polynesians
8: Mongoloids A
8: Mongoloids B
8: Mongoloids C
9: Esquimaux

نژاد زرد جدید (Neo-Mongoloid/Northern Mongoloid) یا مغول‌سان شمالی به یک دسته بندی نژادی منسوخ از نژاد زرد آسیایی اشاره دارد. به وجود آمدن اصطلاح نژاد زرد قدیم و جدید بر اساس تغییرات تکاملی نیست بلکه به تغییرات بدن در اثر انطباق با محیط زیست سرد اشاره دارد (توجه شود که مغول سان به معنی برآمده از قوم مغول نیست بلکه به ویژگی های ظاهری گفته می شود و برای نمونه مردم چین یا کره از نژاد زرد (مغول‌سان) هستند ولی مغول نیستند). در اثر مطابقت با سرما در عصر یخبندان در آسیای شمالی صورت ساکنین این منطقه دارای پستی و بلندی کمتر است و لایه کوچکی از پوست گوشه درونی چشم را می‌پوشاند و پلک ضخیم است. در مقایسه با نژاد زرد جدید، نژاد زرد قدیم دارای صورتی کوچکتر و با پستی و بلندی بیشتر، شکاف پلکی، لب‌های پهن، جرم گوش مرطوب و پرموتر هستند. 
در نژاد زرد جدید، مطابقت بدن با سرما بدین صورت بوده‌است:
1. پلک بدون شکاف و ضخیم و داشتن پوست در گوشهٔ درونی چشم، چشم را در مقابل یخ زدگی محافظت می‌کند.
2. مرطوب نبودن جرم گوش گوش را از خطر یخ‌زدگی محافظت می‌کند.
3. فقدان مو بر بدن باعث نچسبیدن قطرات آب بر پوست شده و بدن را از خطر یخ زدگی محافظت می‌کند.
4. کوتاهی قد و حجیم بودن بدن و نداشتن پستی و بلندی بر روی صورت باعث کاهش پوست و حفظ گرمای بدن از این طریق می‌شود.

در حال حاضر نژاد زرد جدید در کانادا، گرینلند، آلاسکا، مغولستان، قزاقستان، قرقیزستان، سیبری، کره و چین به‌طور گسترده زندگی می‌کنند.